# Indianapolis 500 1992

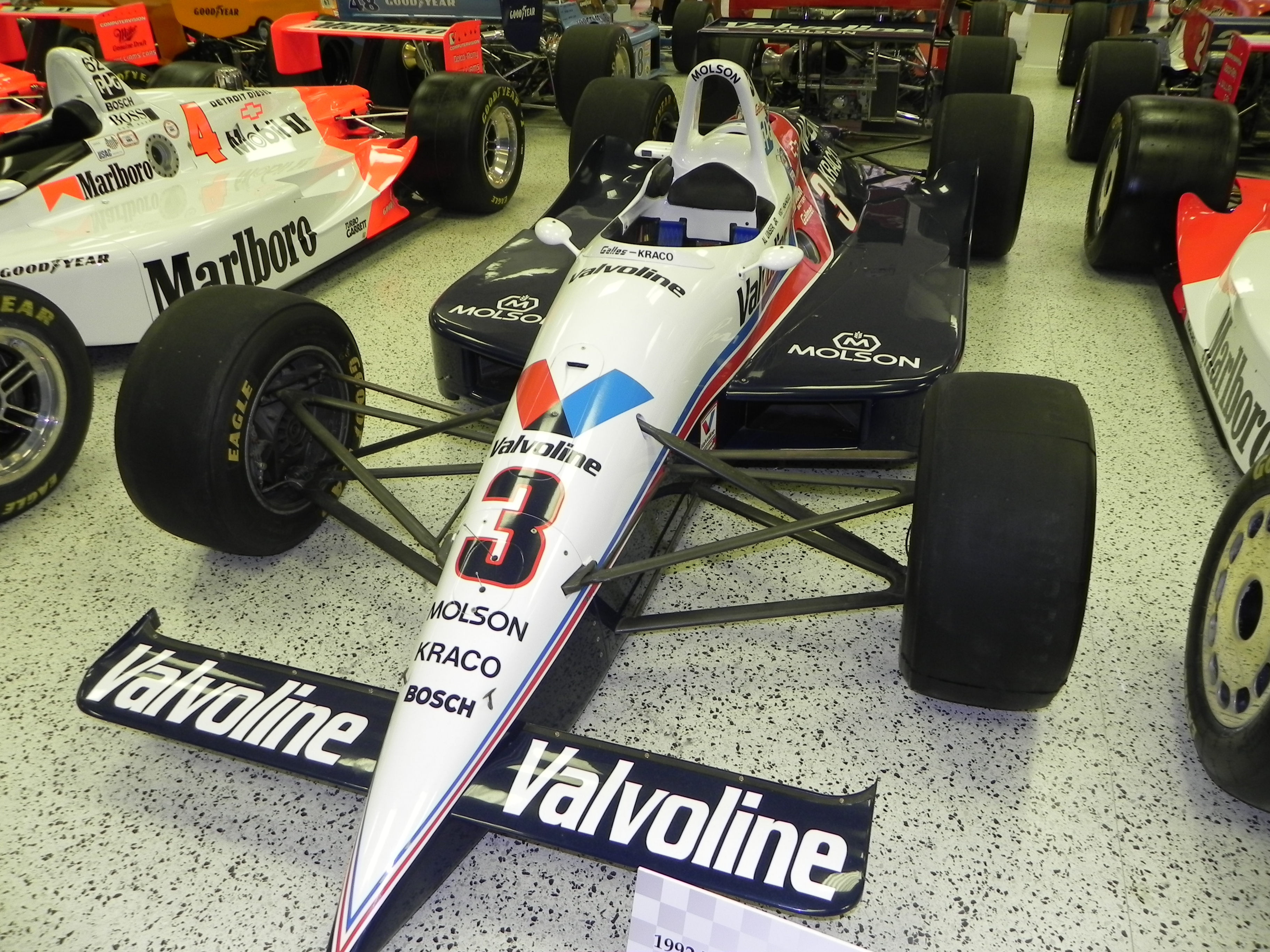
Al Unser Jr.s vinnarbil utställd på Indianapolis Motor Speedway Museum.

Indianapolis 500 1992 var ett race som kördes den 24 maj på Indianapolis Motor Speedway.

## Tävlingen
Loppet kördes i onormalt kalla förhållanden, vilket ledde till att polevinnaren Roberto Guerrero kraschade redan under formationsvarvet. Tretton bilar försvann i krascher under tävlingens gång, och dessutom fallerade Michael Andrettis bil, när den regerande mästaren i CART hade byggt upp en klar ledning. Under de sista varven stod kampen om segern mellan Al Unser Jr. och Scott Goodyear, där bägge förare jagade sina första segrar i Indy 500. Unser blev den som vann, och blev därmed den tredje i släkten att ta hem Indy 500. Segermarginalen var den jämnaste i tävlingens historia, då Goodyear korsade mållinjen 0.040 sekunder bakom. Tävlingen var dessutom det sista Indy 500 för stjärnor som A.J. Foyt, Rick Mears, Tom Sneva och Gordon Johncock. Efter den kraschfyllda tävlingen gjordes stora förändringar kring banan inför tävlingen 1993.

## Slutresultat
| Plats | Förare             | Team                  | Grid |
| ----- | ------------------ | --------------------- | ---- |
| 1     | Al Unser Jr.       | Galles/Kraco Racing   | 12   |
| 2     | Scott Goodyear     | King Racing           | 33   |
| 3     | Al Unser           | Team Menard           | 22   |
| 4     | Eddie Cheever      | Chip Ganassi Racing   | 2    |
| 5     | Danny Sullivan     | Galles/Kraco Racing   | 8    |
| 6     | Bobby Rahal        | Rahal-Hogan Racing    | 10   |
| 7     | Raul Boesel        | Dick Simon Racing     | 25   |
| 8     | John Andretti      | Jim Hall Racing       | 14   |
| 9     | A.J. Foyt          | A.J. Foyt Enterprises | 23   |
| 10    | John Paul Jr.      | D.B. Mann Development | 18   |
| 11    | Lyn St. James      | Dick Simon Racing     | 27   |
| 12    | Dominic Dobson     | Burns Racing          | 29   |
| 13    | Michael Andretti   | Newman/Haas Racing    | 6    |
| 14    | Buddy Lazier       | Leader Cards Racing   | 24   |
| 15    | Arie Luyendyk      | Chip Ganassi Racing   | 4    |
| 16    | Ted Prappas        | P.I.G. Racing         | 32   |
| 17    | Gary Bettenhausen  | Team Menard           | 5    |
| 18    | Jeff Andretti      | Pagan Racing          | 20   |
| 19    | Brian Bonner       | Dale Coyne Racing     | 26   |
| 20    | Paul Tracy         | Marlboro Team Penske  | 19   |
| 21    | Jimmy Vasser       | Hayhoe Racing         | 28   |
| 22    | Scott Brayton      | Dick Simon Racing     | 7    |
| 23    | Mario Andretti     | Newman/Haas Racing    | 3    |
| 24    | Emerson Fittipaldi | Marlboro Team Penske  | 11   |
| 25    | Jim Crawford       | King Racing           | 21   |
| 26    | Rick Mears         | Marlboro Team Penske  | 9    |
| 27    | Stan Fox           | Hemelgarn Racing      | 13   |
| 28    | Philippe Gache     | Dick Simon Racing     | 16   |
| 29    | Gordon Johncock    | Hemelgarn Racing      | 31   |
| 30    | Scott Pruett       | Treusports            | 17   |
| 31    | Tom Sneva          | Team Menard           | 30   |
| 32    | Eric Bachelart     | Dale Coyne Racing     | 15   |
| 33    | Roberto Guerrero   | King Racing           | 1    |

Följande förare missade att kvala in
- Fabrizio Barbazza
- Tony Bettenhausen Jr.
- Pancho Carter
- Mark Dismore
- Mike Groff
- Jovy Marcelo
- Hiro Matsushita
- Kenji Momota
- Johnny Parsons
- Johnny Rutherford
- Didier Theys
- Nelson Piquet